# Pręga grzbietowa
Pręga grzbietowa (u koni) – czarny lub brązowy pas o szerokości ok. 1,5 cm, ciągnący się na grzbiecie konia wzdłuż kręgosłupa, od kłębu do ogona.
Pręga ta występuje wyłącznie w połączeniu z maścią bułaną lub myszatą. Często towarzyszy jej tak zwana zebra (prążkowanie), na karku oraz kończynach.
Pręga grzbietowa jest charakterystyczna dla prymitywnych ras (takich jak koń Przewalskiego), występujących jeszcze przed epoką lodową. Występuje ona również u koników polskich i bułanych koni hiszpańskich.